# Sweet Leaf
«Sweet Leaf» es una canción de heavy metal de la banda británica Black Sabbath de su álbum Master of Reality de 1971. La canción (himno de «los benignos») da inicio con un sonido de la tos del guitarrista Tony Iommi luego de fumar marihuana junto al cantante Ozzy Osbourne. La canción puede considerarse como la primera influencia de stoner rock de la historia, ya que su letra es una glorificación explícita del consumo de cannabis.

## Versiones
- Godsmack realizó una versión de la canción en el álbum tributo Nativity in Black Vol. 2.
- Ugly Kid Joe Incluyó una versión en su EP As Ugly As They Wanna Be en Medley con una canción de la banda titulada Funky Fresh.